# Vergegenständlichte Arbeit
Unter dem Begriff vergegenständlichte Arbeit subsumiert Karl Marx im weitesten Sinne alle Gebrauchswerte, die Menschen in Arbeitsprozessen herstellen. 
Diese Gebrauchswerte bzw. Güter werden entweder als Produktionsmittel zur Erzeugung anderer Güter eingesetzt oder direkt als Konsumgüter verbraucht. Marx betont dabei, dass die konkrete menschliche Tätigkeit im fertigen Produkt „vergegenständlicht“ werde, wodurch der Arbeitsprozess unsichtbar werde und aus dem Bewusstsein auch der Produzenten verdrängt werde. 
Dieser Mechanismus der Vergegenständlichung, der im Ansatz bereits bei Georg Wilhelm Friedrich Hegel beschrieben wird, bildet einen wichtigen Ansatzpunkt für Marxens Theorie der Entfremdung in den Frühschriften sowie für seine Theorie des Warenfetischismus im Kapital von 1867. Auch Geld und Kapital, so Marx, seien letztlich als vergegenständlichte Arbeit zu verstehen, auch wenn man ihnen ihre Herkunft aus dem Arbeitsprozess aufgrund ihres hohen Abstraktionsgrades nicht mehr ansehe. 
Die besondere Bedeutung der in den Produktionsmitteln vergegenständlichten Arbeit für die Entwicklung der menschlichen Gesellschaft erkannte Karl Marx in der Tatsache, dass sie Kondensatoren und Akkumulatoren für zurückliegende Arbeitsleistungen sind, die die Menschen in späteren Arbeitsprozessen gebündelt und mit erhöhter Produktivkraft wieder freisetzen können.